# Ómicron1 Cancri
Ómicron1 Cancri (ο1 Cnc / 62 Cancri) es una estrella en la constelación de Cáncer.
De magnitud aparente +5,23, es la undécima estrella más brillante en su constelación.
Se encuentra, de acuerdo a la nueva reducción de los datos de paralaje de Hipparcos, a 149 años luz de distancia del sistema solar.
Comparte la denominación de Bayer «ómicron» con Ómicron2 Cancri; ambas estrellas tienen movimiento propio similar y se encuentran a igual distancia, por lo que podrían constituir una binaria muy amplia.
Ómicron1 Cancri está catalogada como una gigante blanca de tipo espectral A5III, también clasificada como A6V.
Su superficie tiene una temperatura entre 8330 y 8800 K, cifra que varía según la fuente consultada.
Con un radio casi el doble que el radio solar, gira sobre sí misma con una velocidad de rotación igual o superior a 91 km/s.
En cuanto a su composición química, Ómicron1 Cancri tiene una relación oxígeno/hidrógeno igual a la del Sol, siendo, sin embargo, netamente superior su contenido relativo de hierro [Fe/H] = +0,31.
Asimismo, muestra un nivel de bario ocho veces más elevado que el solar ([Ba/H] = +0,92).
Su edad se estima en 400 millones de años.
Ómicron1 Cancri está rodeada por un disco circunestelar de polvo y escombros cuyo semieje mayor es de 46 UA.
La temperatura de los granos de polvo —considerados como un cuerpo negro— es de 85 K.